# Tillandsia xerographica
Tillandsia xerographica — вид однодольных растений рода Тилландсия (Tillandsia) семейства Бромелиевые (Bromeliaceae). Вид описан швейцарским ботаником Отто Роведером в 1953 году.

## Этимология
Название происходит от др.-греч. ξερός — «сухой» и др.-греч. γράφω — «пишу», «рисую», за сходство внешнего вида прицветников с работами в технике пастельной живописи.

## Биологическое описание
Крупные растения, с диаметром розетки листьев до 50 см. Листья плоские, ксероморфные, достаточно широкие, густо покрыты белыми чешуями, на концах нередко перекрученные, до 60 (и более) см длиной.
Соцветие — редкая кисть, состоящая из отдельных колосков. Брактеи жёлто-зелёные. Цветки около 5 см длиной (учитывая длину гинецея и тычинок) лепестки нежно-сиреневые.

## Распространение и экология
Встречается в южной Мексике, Гватемале и Сальвадоре, населяя засушливые области. Эпифит, растёт на самых толстых ветвях крупных деревьев.

## Охранный статус
Редкое растение, охраняется в заповедниках и национальных парках. Вид включён во II приложение CITES.